# James T. Blair
James Thomas Blair (* 15. März 1902 in Maysville, DeKalb County, Missouri; † 12. Juli 1962 in Jefferson City, Missouri) war ein US-amerikanischer Politiker (Demokratische Partei) und von 1957 bis 1961 der 44. Gouverneur von Missouri. 

## Frühe Jahre und politischer Aufstieg
Blair besuchte das Southwest Missouri State College und die University of Missouri. Anschließend studierte er an der Cumberland University in Tennessee Jura. Nach seinem erfolgreichen Examen und seiner Zulassung als Rechtsanwalt im Jahr 1924 begann er in Jefferson City als Anwalt zu arbeiten. Im Jahr 1925 wurde er Rechtsberater dieser Stadt. Während des Zweiten Weltkrieges diente er als Oberstleutnant in der US-Armee.
In den Jahren 1928 und 1930 wurde Blair in das Repräsentantenhaus von Missouri gewählt, 1947 wurde er Bürgermeister von Jefferson City. Von 1948 bis 1956 war er Vizegouverneur von Missouri. Am 6. November 1956 wurde er zum neuen Gouverneur seines Staates gewählt.

## Gouverneur von Missouri
Blair trat sein neues Amt am 14. Januar 1957 an. In seiner vierjährigen Amtszeit wurde die Autobahnpolizei verstärkt. Gleichzeitig wurden allgemeine Geschwindigkeitsbegrenzungen auf den Autobahnen eingeführt. Damals wurde auch ein Ausschuss zur Kontrolle des Gewässerschutzes gegründet. Für die Beschäftigten des öffentlichen Dienstes trat ein neues Pensionsgesetz in Kraft.

## Weiterer Lebenslauf
Nach dem Ende seiner Amtszeit im Januar 1961 zog sich Blair aus der Politik zurück. Er starb am 12. Juli 1962 zusammen mit seiner Frau Emilie, mit der er zwei Kinder hatte, an einer Vergiftung, die durch Abgase eines laufenden Motors hervorgerufen wurde. Die Auspuffabgase waren von der Garage über die Klimaanlage in das Wohnhaus gelangt.